# هو نا
 هو نا (انگلیسی: Hu Na؛ زادهٔ ۱۶ آوریل ۱۹۶۳) یک تنیس‌باز اهل ایالات متحده آمریکا است.